# Pelourinho de Arraiolos
O Pelourinho de Arraiolos está localizado na Praça do Município, na vila de Arraiolos, na freguesia de Arraiolos.
Está classificado como monumento nacional desde 1910.